# 문훈
문훈(文訓, ?~?)은 신라의 관리이다.

## 생애
김씨이며, 진골 출신의 이찬(伊湌) 관등인 그는 661년, 하서주총관(河西州摠管)에 임명되어 고구려 원정을 위해 출정했다.
백제가 멸망한 뒤인 661년에 옹산성(甕山城)에서 길을 막고 저항하던 백제 유민들을 상대로 공격해 승리했다.